# Peruc
Peruc je městys v okrese Louny, ležící asi 11 km východně od města Louny a nedaleko řeky Ohře. Žije zde přibližně 2 300 obyvatel. Severně od městyse se nachází přírodní památka Štola Stradonice.

## Název
Název městečka vznikl z osobního jména Peruť (dříve německy Perutz) ve významu Perutův dvůr. V historických pramenech se vyskytuje ve tvarech Peruc (1170), Peruz (1178), Peruce (1189), Peruch (1199), de Perutcze (1291 a 1297), de Perucye (1318), Perucz (1352), Perucz (1410) a na Peruci (1522). Podle místního úzu je ta Peruc femininum a pojí se s ní předložka na Peruci. V akademické jazykové příručce pro názvy obcí z roku 1974 je přípustný obrat „v Peruci“.
Václav Hájek z Libočan ve své Kronice české vypráví pověst o Oldřichovi a Boženě, podle níž bylo jméno utvořeno tak, že Oldřich spatřil Boženu perúc prádlo. Mělo to být v roce 1007.

## Historie
První písemná zmínka o Peruci je z roku 1170, kdy zde vládli synové komorníka králové Sezemy – Měšek a po něm Hroznata uváděný ještě v roce 1189. Oba dva jako rytíři podnikli cestu do Palestiny. Před husitskými válkami patřila část Peruce premonstrátskému strahovskému klášteru. Později došlo k několika změnám majitelů perucké tvrze. Ze známějších rodů to byli Pětipeští z Chýš a Egerberka a před třicetiletou válkou Hruškové z Března. V roce 1673 koupil Peruc Jan Jetřich z Ledeburu, jehož potomci zde sídlili do roku 1798. Od roku 1814 ji vlastnili Thunové. Za Ledeburů byly v Peruci postaveny dvě nejvýznamnější stavby. Přestavbu zámku prováděl známý italský stavitel Antonio Porta a po něm Petr Pavel Columbani, který také narýsoval plán kostela svatého Petra a Pavla a v jednotném architektonickém slohu projektoval i náměstí.
S účinností od 1. prosince 2006 byl 10. listopadu 2006 obci vrácen status městyse.
V Peruci před holokaustem během druhé světové války žila nepočetná komunita Židů, kterou připomíná nedaleký židovský hřbitov u Hřivčic.

## Obyvatelstvo
| Městys Peruc                                            | Městys Peruc | Městys Peruc | Městys Peruc | Městys Peruc | Městys Peruc | Městys Peruc | Městys Peruc | Městys Peruc | Městys Peruc | Městys Peruc | Městys Peruc | Městys Peruc | Městys Peruc | Městys Peruc |
|                                                         | 1869         | 1880         | 1890         | 1900         | 1910         | 1921         | 1930         | 1950         | 1961         | 1970         | 1980         | 1991         | 2001         | 2011         |
| ------------------------------------------------------- | ------------ | ------------ | ------------ | ------------ | ------------ | ------------ | ------------ | ------------ | ------------ | ------------ | ------------ | ------------ | ------------ | ------------ |
| Obyvatelé                                               | 4 124        | 4 491        | 4 691        | 4 962        | 5 160        | 4 930        | 4 974        | 3 612        | 3 390        | 3 043        | 2 565        | 2 085        | 2 068        | 2 118        |
| Místní část Peruc                                       |              |              |              |              |              |              |              |              |              |              |              |              |              |              |
| Obyvatelé                                               | 1 015        | 1 128        | 1 116        | 1 231        | 1 318        | 1 194        | 1 279        | 1 003        | 970          | 897          | 785          | 759          | 808          | 809          |
| Domy                                                    | 142          | 147          | 156          | 178          | 189          | 193          | 275          | 305          | 308          | 272          | 276          | 337          | 334          | 352          |
| Data z roku 1961 zahrnují i domy místní části Chrastín. |              |              |              |              |              |              |              |              |              |              |              |              |              |              |

Peruc spadá do působnosti římskokatolické farnosti Zlonice. Místní kostel svatého Petra a Pavla je uzavřen z důvodu havarijního stavu stropu. V obci působí Husův sbor, který koná bohoslužby v kapli Mistra Jana Husa.

## Části městyse
- Peruc
- Černochov
- Hřivčice
- Chrastín
- Pátek
- Radonice nad Ohří
- Stradonice
- Telce

## Doprava
Městys stojí na u křižovatky silnice II/237 a II/239. Vede jím železniční trať Kralupy nad Vltavou – Louny, na které se zde nachází stanice Peruc.

## Kultura
V Peruci se každoročně koná letní hudební festival PLUTOFEST, který pořádá občanské sdružení Plutofest. V červenci 2014 proběhl jeho desátý ročník, jehož hlavní hvězdou byl zpěvák Xindl X. Kromě festivalu pořádá občanské sdružení další kulturní akce.

## Pamětihodnosti

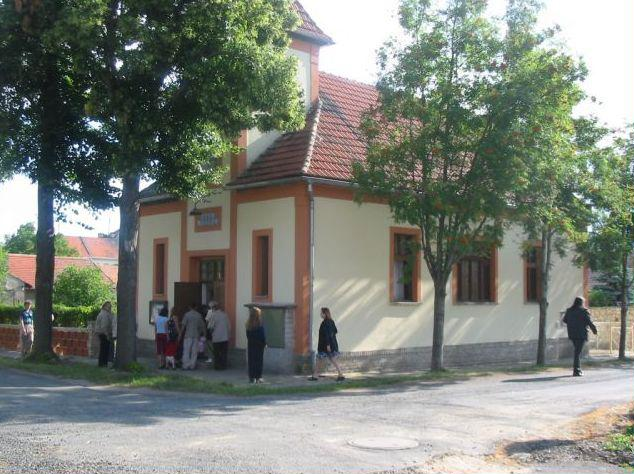
Husův sbor na Peruci

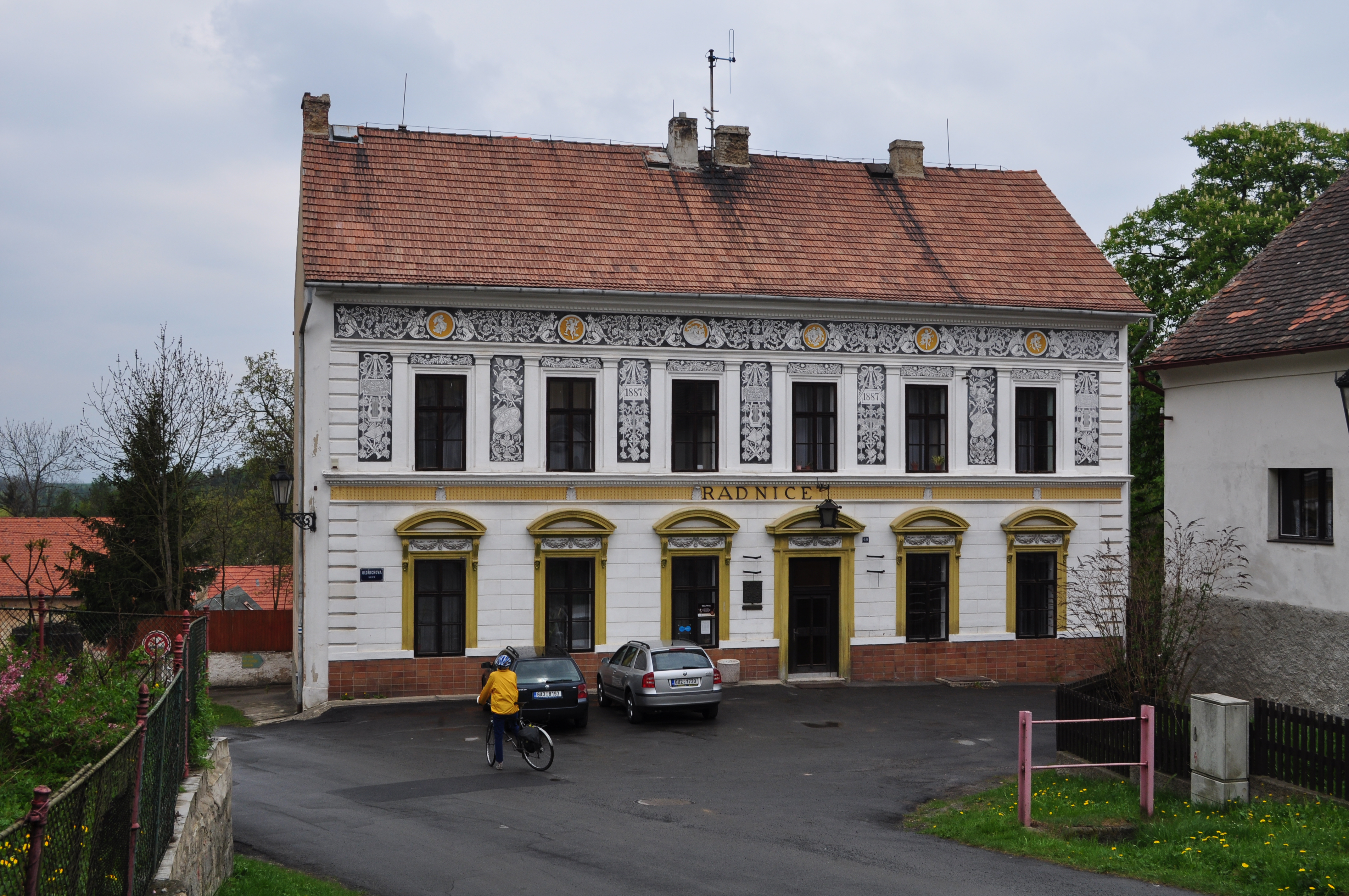
Radnice

- Jednou z dominant náměstí E. Filly je rokokové průčelí peruckého zámku.[15] Předchůdcem stavby bývala gotická tvrz a později renesanční zámek. Dochovaná podoba je výsledkem barokní přestavby dokončené roku 1724 a zejména mladší rokokové přestavby z let 1760–1770, které pro rod Ledeburů realizovali stavitelé Antonio della Porta a P. P. Columbani.
- Naproti zámku stojí barokní kostel svatého Petra a Pavla postavený v letech 1724–1725 podle návrhu architekta P. P. Columbaniho.[8]
- Husův sbor na Peruci
- Zvonička – „vidlák“[16], stojí na náměstí
- Boží muka před nákupním střediskem[17]
- Socha svatého Jana Nepomuckého jižně od kostela[18]
- Pomník padlým v první světové válce na náměstí[19]
- Bývalá hospoda (dům čp. 19) na náměstí E. Filly[20]
- Radnice (dům čp. 49)[21]
- Boženina studánka
- Dům židovské rodiny Rosenbaum u Boženiny studánky
- Oldřichův dub – památný strom u silnice pod zámkem[22]
- Borovice u studánky – památný strom na svahu po levé straně Débeřského potoka u studánky „V lázních“[23]
- Dub pod Perucí – památný strom na okraji porostu ve svahu pod Perucí poblíž Oldřichova dubu[24]
- Kameny zmizelých před domem Rosenbaum[25]
- Věžový vodojem jihozápadně od městyse

## Osobnosti
- Vladimír Čech (1848–1905), pedagog, novinář, politik a spisovatel
- Václav Švambera (1866–1939), český geograf a vysokoškolský pedagog
- Vladimír Václav Heinrich (1884–1965), astronom
- Josef Vyleta (1884–1959), blovický starosta
- Julius Lébl (1897–1960), český herec, scenárista, divadelní a filmový režisér
- Emil Filla (1882–1953), malíř, v Peruci žil a pracoval v letech 1947–1952

## Galerie

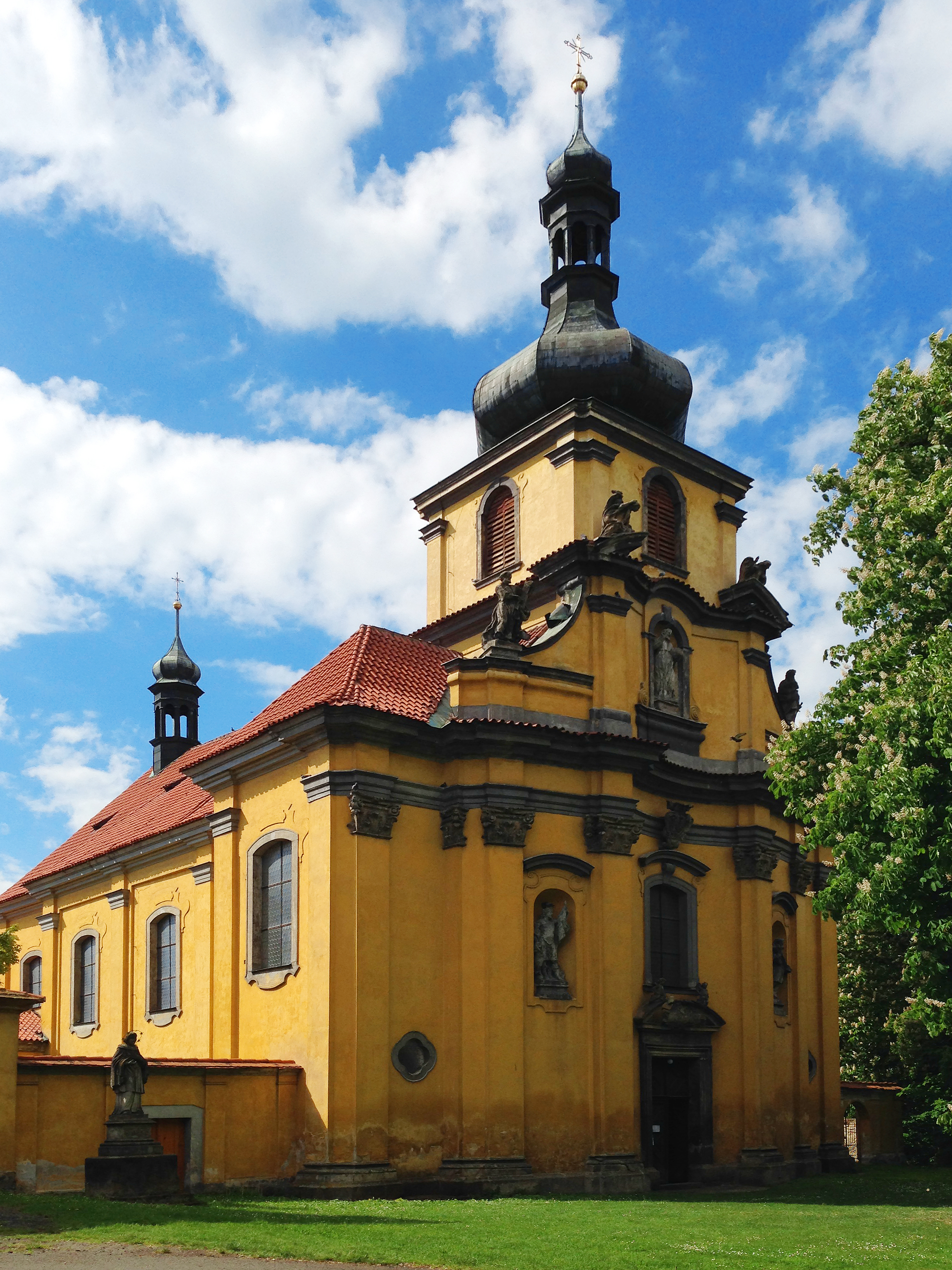
Kostel svatých Petra a Pavla
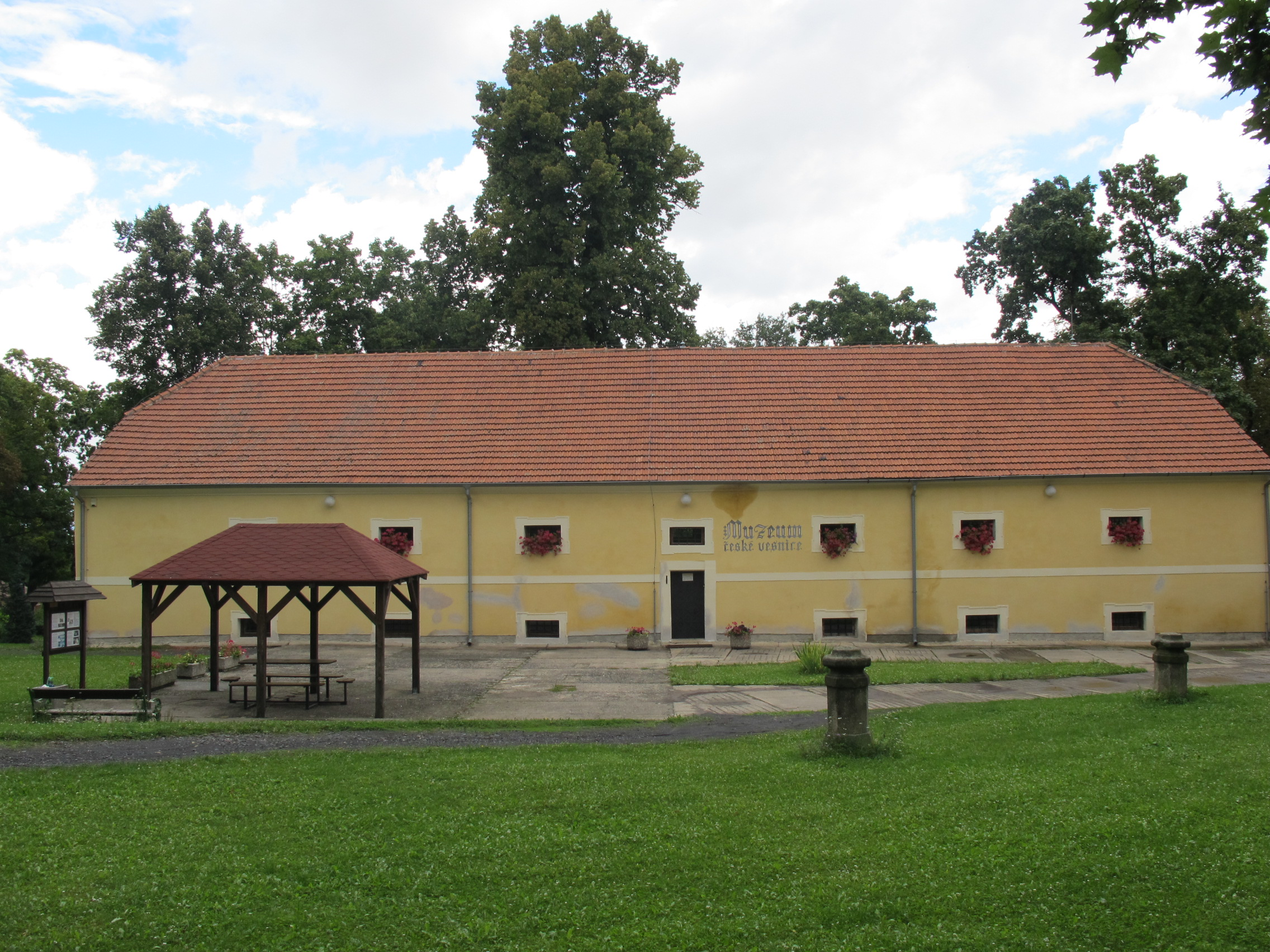
Muzeum české vesnice
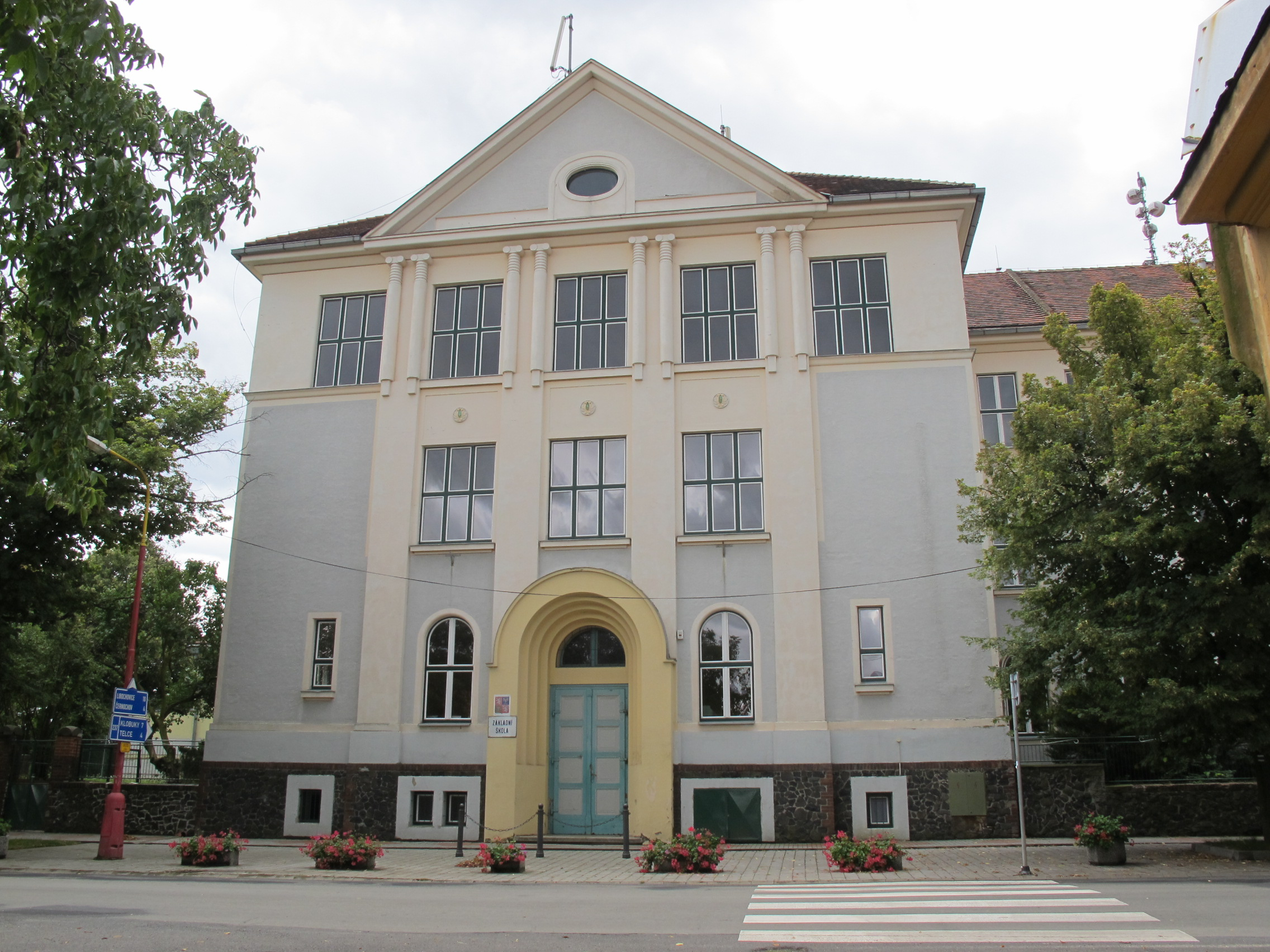
Škola
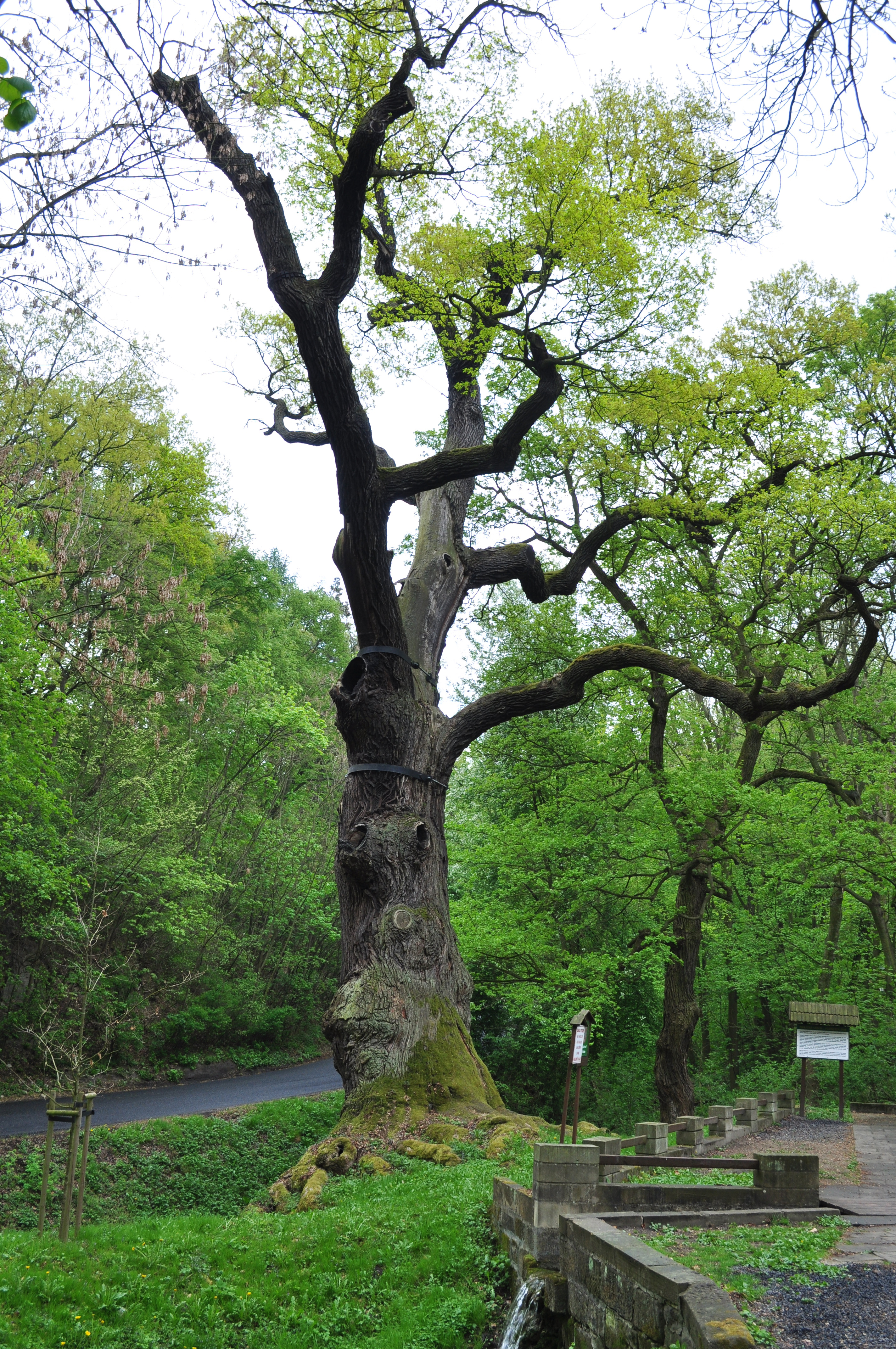
Oldřichův dub
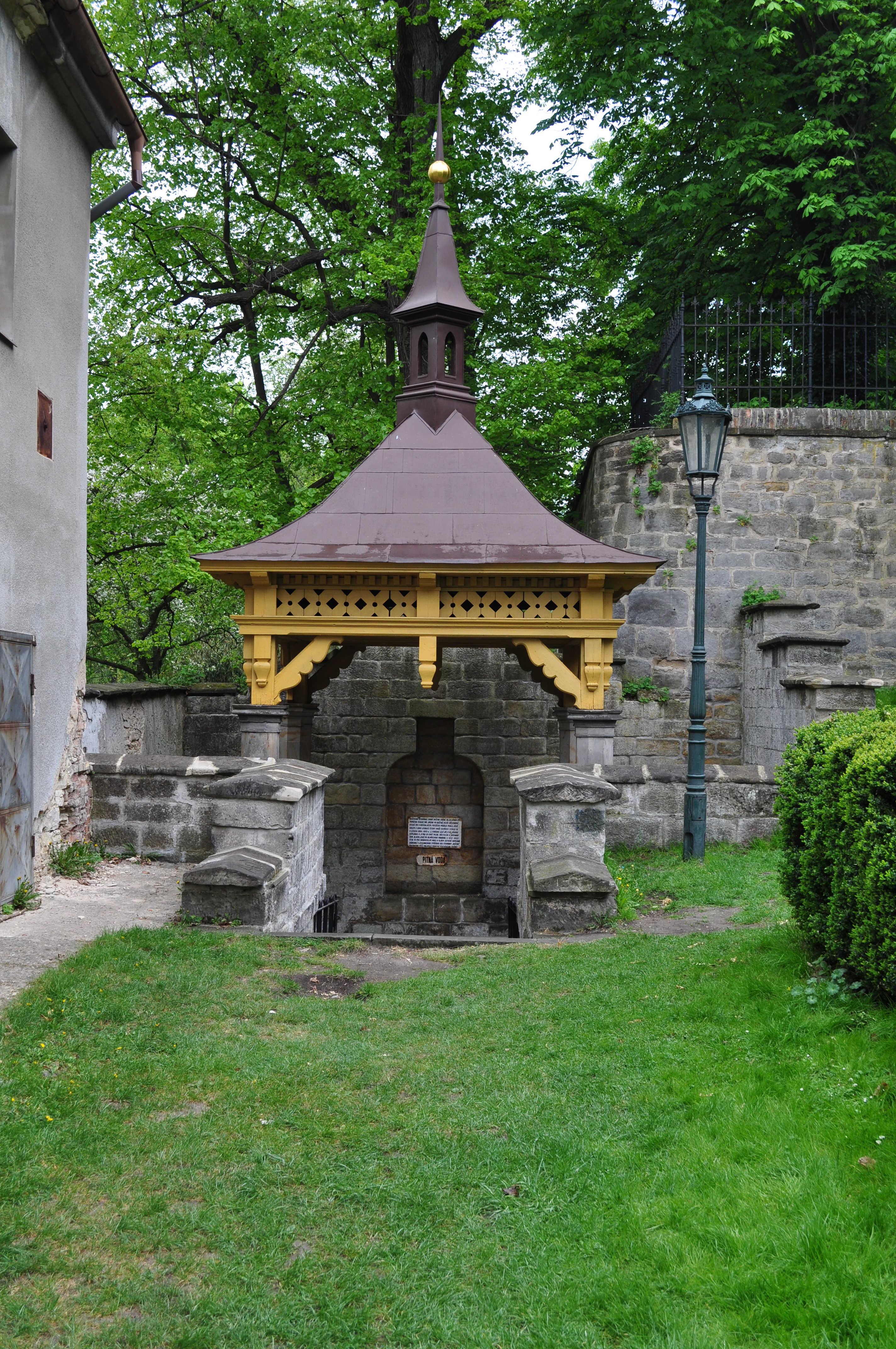
Boženina studánka
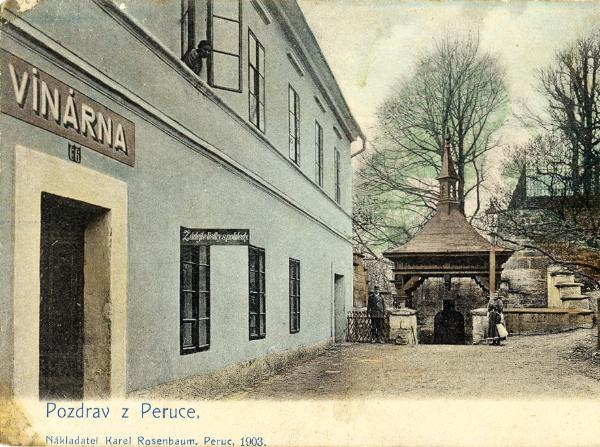
Dům Rosenbaum na Peruci u Boženiny studánky
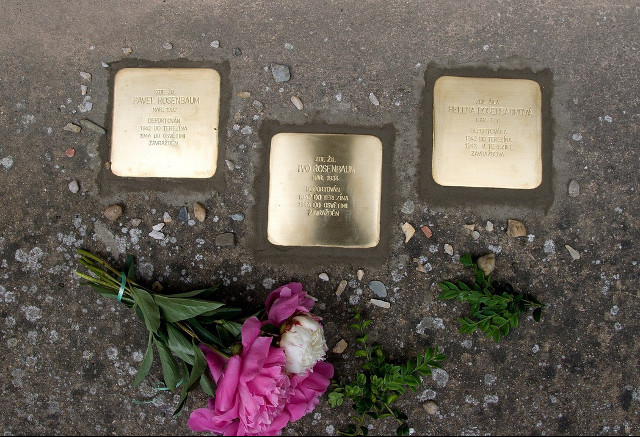
Kameny zmizelých před domem Rosenbaum